# 白红战
白红战（1957年—），河南新郑人，汉族，中华人民共和国政治人物、第十二届全国人民代表大会河南地区代表。

## 生平
毕业于南京理工大学工业工程专业。加入中国共产党。2009年3月，任郑州市人大常委会主任。2013年，担任全国人大代表。